# Karlovački cener
Karlovački cener je atletska ulična utrka na 10 km koja se održava u Karlovcu. Utrka svojim tijekom prolazi kroz „originalnu šestokraku“ ili neposredno uz nju te se nalazi između dvije najveće karlovačke rijeke – Kupe i Korane.
Utrka je od međunarodnog atletskog saveza u 2020. godini dobila status tzv. Bronze Label  čime je postala prva utrka u Hrvatskoj s Label statusom. IAAF je Label kategorizaciju cestovnih utrka uveo počevši od 2008.
Sukladno pravilima Svjetske atletske federacije u kružnim utrkama s velikim brojem natjecatelja potrebno je posebno odvojiti zasebnu utrku elitnih (profesionalnih) trkača kako bi im se omogućilo postizanje boljih rezultata u skladu s njihovim vrijednostima i mogućnostima. Stoga se tako već od 2016. godine održavaju dvije utrke - elitna i glavna. Elitna ima propisan maksimalan broj trkača (80 trkača u muškoj i ženskoj konkurenciji zajedno) dok glavna nema limit.
Ukupne duljine 10 000 m, utrka se sastoji od 3 kruga od 3 285 m. Start i cilj udaljeni su 145 metara.

## Izdanja
Kazalo:
██ Bronze Label utrka
██ Label utrka
Podaci u tablici su kombinacija elitne i glavne utrke.; 
* E označava broj natjecatelja u elitnoj kategoriji od ukupnog broja
██ sudionik glavne utrke
- strani natjecatelji su označeni zastavom

## Vanjske poveznice
- https://karlovac10.run/  Arhivirana inačica izvorne stranice od 4. srpnja 2020. (Wayback Machine)